# Belodontichthys truncatus
Belodontichthys truncatus és una espècie de peix de la família dels silúrids i de l'ordre dels siluriformes.

## Morfologia
- Els mascles poden assolir 60 cm de longitud total.[1][2]

## Alimentació
Menja peixets (com ara, del gènere Henicorhynchus).

## Hàbitat
És un peix d'aigua dolça i de clima tropical.

## Distribució geogràfica
Es troba a Àsia: conques dels rius Chao Phraya i Mekong a Tailàndia, Laos, Cambodja i el Vietnam.

## Ús comercial
Es comercialitza fresc, assecat o en salaó.